# Génération de 38
 (octobre 2021).
La génération de 38 (en espagnol : Generación del 38) est un mouvement littéraire et artistique chilien qui a tenté de dépeindre la décadence sociale de l'époque dans ses œuvres. Elle s'est fait connaître sur la scène culturelle autour des années 1930.

## Contexte
En 1937, après deux mandats d'Arturo Alessandri Palma, le Front populaire prend le pouvoir. La situation internationale est critique, marquée par la guerre civile espagnole (1936-1939) et l'imminence du déclenchement de la Seconde Guerre mondiale (1939-1945). Cela a des répercussions sur les conditions dans lesquelles se trouve la majorité de la population.
Le Chili est en pleine transition économique, sa principale source de subsistance étant le secteur agricole, mais l'intérêt pour l'industrie fait progressivement irruption sur le marché. Ce changement économique a des conséquences désastreuses pour le secteur minier, car l'exploitation du salpêtre cesse et de nombreux mineurs du nord se retrouvent au chômage. Ils décident donc de se rendre dans la capitale, Santiago, à la recherche de nouvelles opportunités d'emploi.

## Caractéristiques
En raison du grand bouleversement social résultant de la crise mondiale, certains jeunes écrivains chiliens ressentent le besoin de refléter dans leurs œuvres ce qu'ils voient autour d'eux, en particulier les conditions déplorables dans lesquelles travaillent les mineurs et les ouvriers et la façon dont cette situation s'étend à leurs familles, car le travail mal payé entraîne la pénurie et la misère dans leur vie quotidienne.
Face à ce grand problème social, divers écrivains et artistes veulent rapprocher la littérature et les arts de la réalité vécue par la classe ouvrière et la classe moyenne chiliennes. Dans la Génération 38, l'intérêt pour la question sociale se conjugue avec l'idée de créer un mouvement intellectuel et artistique. Pendant de nombreuses années, la culture ne constitue pas une partie importante de la vie sociale chilienne, la littérature et les autres formes d'art ne montrant pas un grand intérêt à dépeindre la réalité du pays dans leurs œuvres.
Un exemple des thèmes abordés dans la littérature de l'époque est ce que Nicomedes Guzmán (en) (1914-1964) raconte dans son œuvre Los hombres oscuros (Les hommes sombres, 1939), dans laquelle il fait allusion aux vicissitudes rencontrées par un homme qui vit dans un immeuble et comment il décide de devenir membre d'un mouvement syndical,. Le type de littérature créée par Guzmán a aussi été qualifié de « pamphlétaire », puisque dans ses œuvres, il y a un appel implicite aux travailleurs à se mobiliser et à s'organiser afin de créer une prise de conscience de leurs problèmes et de rechercher conjointement certaines améliorations. Un autre auteur qui s'est intéressé aux questions sociales est Volodia Teitelboim (1916-2008), qui dépeint dans ses œuvres la façon dont le capitalisme affecte les mauvaises conditions dans lesquelles vivent les Chiliens pauvres et de la classe moyenne,. Teitelboim décrit l'émergence de la génération de 38 en ces termes :

« Nous, les apprentis écrivains, avons mis un peu de notre âme dans cette lutte et avons eu le sentiment de faire partie du peuple. Nous étions animés par un désir passionné et vague de changer la vie nationale, de donner à l'ouvrier et au paysan ainsi qu'à l'écrivain et à l'artiste une place digne sous le soleil, de créer une atmosphère où la poésie occuperait une chaise dorée sur le proscenium. Nous voulions imposer des échelles de valeurs dans lesquelles l'intelligence, l'esprit de sacrifice pour la beauté, le peuple et le pays placeraient le gouvernement pourri des opulents, épuisés spirituellement, sans éducation, médiocres et vides. »

Le romancier Carlos Droguett (es) (1912-1996), dans une de ses chroniques, raconte la mort de quelques jeunes qui participaient à une manifestation dans le bâtiment du Seguro Obrero en 1938. Dans son autobiographie (1966), il déclare : « Le massacre de Seguro Obrero m'a profondément secoué et m'a fait prendre conscience de ma capacité à haïr. »
Ainsi, de nombreuses œuvres créées par des écrivains appartenant à la Génération de 38 sont un outil pour exprimer leur mécontentement face aux conditions de travail et à la misère dans lesquelles la majorité des Chiliens les plus démunis sont submergés.
La Génération de 38 n'est pas seulement un mouvement littéraire : il s'étend également à d'autres domaines de la culture, comme le théâtre expérimental de l'université du Chili et l'orchestre symphonique, créés dans les années 1940. Ainsi, le théâtre et la musique font en sorte que l'intérêt pour les questions sociales transcende la sphère littéraire et devienne un thème pertinent dans la culture chilienne de l'époque.

## Représentants

### Écrivains
- Fernando Alegría (es) (1918-2005)
- Maité Allamand (es) (1911-1996)
- Eduardo Anguita (1914-1992)
- Guillermo Atías (1917-1979)
- Mario Bahamonde Silva (es) (1910-1979)
- María Luisa Bombal (1910-1980)
- Teófilo Cid (1914-1964)
- Francisco Coloane (1910-2002)
- Stella Corvalán (es) (1913-1994)
- Gonzalo Drago (es) (1906- 1994)
- Carlos Droguett (es) (1912-1996)
- Carlos Elgueta (es) (1912-2007)
- Hugo Goldsack Blanco (es) (1915-1988)
- Nicomedes Guzmán (es) (1914-1964)
- María Elvira Piwonka (es) (1913-2006)
- Gonzalo Rojas (1917-2011)
- Andrés Sabella (es) (1912-1989)
- Miguel Serrano (1917-2009)
- Volodia Teitelboim (1916-2008)

### Artistes
- Fernando Marcos Miranda (1919-2015)